# Tanaka Romeo
Tanaka Romeo (田中 ロミオ Tanaka Romio) là một nam họa sĩ người Nhật làm việc độc lập, đồng thời là người viết kịch bản cho trò chơi trong thể loại bishōjo game và Eroge (18+). Ông đã từng là sinh viên của Đại học Tsukuba. Năm 2007, Tanaka bắt đầu viết light novel đầu tay của ông là Jinrui wa Suitaishimashita, tác phẩm được phát hành bởi Shogakukan. Ông trở nên nổi tiếng vì đã tham gia thực hiện hai tác phẩm là Cross Channel và Yume Miru Kusuri; đồng thời cũng là đồng tác giả của visual novel Rewrite, tựa game thứ chín của Key, phát hành tháng 6 năm 2011.

## Công việc
Eroge
- Chanter: Kimi no Uta ga Todoitara (bởi Terios, đồng tác giả)
- Cross Channel (bởi FlyingShine, kịch bản)
- Shinju no Yakata (bởi Meteor, kịch bản)
- Kana Imōto (bởi Digitial Object, dưới bút danh Hajime Yamada, kịch bản)
- Kazoku Keikaku (bởi Digital Object, dưới bút danh Hajime Yamada, kịch bản)
- Otaku Masshigura (bởi Gindokei, kịch bản)
- Saihate no Ima, (bởi Xuse, kịch bản và lập kế hoạch)
- Setsuei (bởi Silver Bullet, giám sát)
- Suisei ni Negai o...' (bởi Sky-High feat. Giga, lập kế hoạch)
- Yume Miru Kusuri: A Drug That Makes You Dream (bởi Ruf, đồng tác giả và giám sát)

Game mọi lứa tuổi
- I/O (bởi Regista, giám sát)
- Natsu Yume Yowa (bởi KID, kịch bản của Kotori)
- Pizzicato Polka: Enishi Kusari Utsutsu Yoru (bởi KID, kịch bản)
- Rewrite (bởi Key, đồng tác giả và phác thảo kịch bản)

Light novel
- AURA – Cuộc chiến cuối cùng của Maryuuin Kouga (ISBN 978-4-09-451080-5)
- Sê-ri Jinrui wa Suitaishimashita
  - Jinrui wa Suitaishimashita (ISBN 978-4-09-451001-0)
  - Jinrui wa Suitaishimashita 2 (ISBN 978-4-09-451044-7)
  - Jinrui wa Suitaishimashita 3 (ISBN 978-4-09-451061-4)
  - Jinrui wa Suitaishimashita 4 (ISBN 978-4-09-451104-8)